# Puycornet
Puycornet est une commune française située dans le nord du département de Tarn-et-Garonne, en région Occitanie.
Sur le plan historique et culturel, la commune est dans le Quercy Blanc, correspondant à la partie méridionale du Quercy, devant son nom à ses calcaires lacustres du Tertiaire.
Exposée à un climat océanique altéré, elle est drainée par le Lemboulas, le Petit Lembous, Fossé Grand de Cronzou, le Rieutord, le ruisseau de Cantegrel, le ruisseau de Cardac et par divers autres petits cours d'eau.
Puycornet est une commune rurale qui compte 772 habitants en 2022. Elle fait partie de l'aire d'attraction de Montauban. Ses habitants sont appelés les Puycornetois ou Puycornetoises ou Puycornetiens.

## Géographie

### Localisation
Commune du Quercy située dans la vallée du Lemboulas.

### Communes limitrophes
Les communes limitrophes sont  L'Honor-de-Cos, Labarthe, Lafrançaise, Mirabel, Molières, Piquecos et Vazerac.
| Vazerac     | Labarthe       | Molières |
| Lafrançaise | Puycornet      | Mirabel  |
| Piquecos    | L'Honor-de-Cos |          |

### Hydrographie

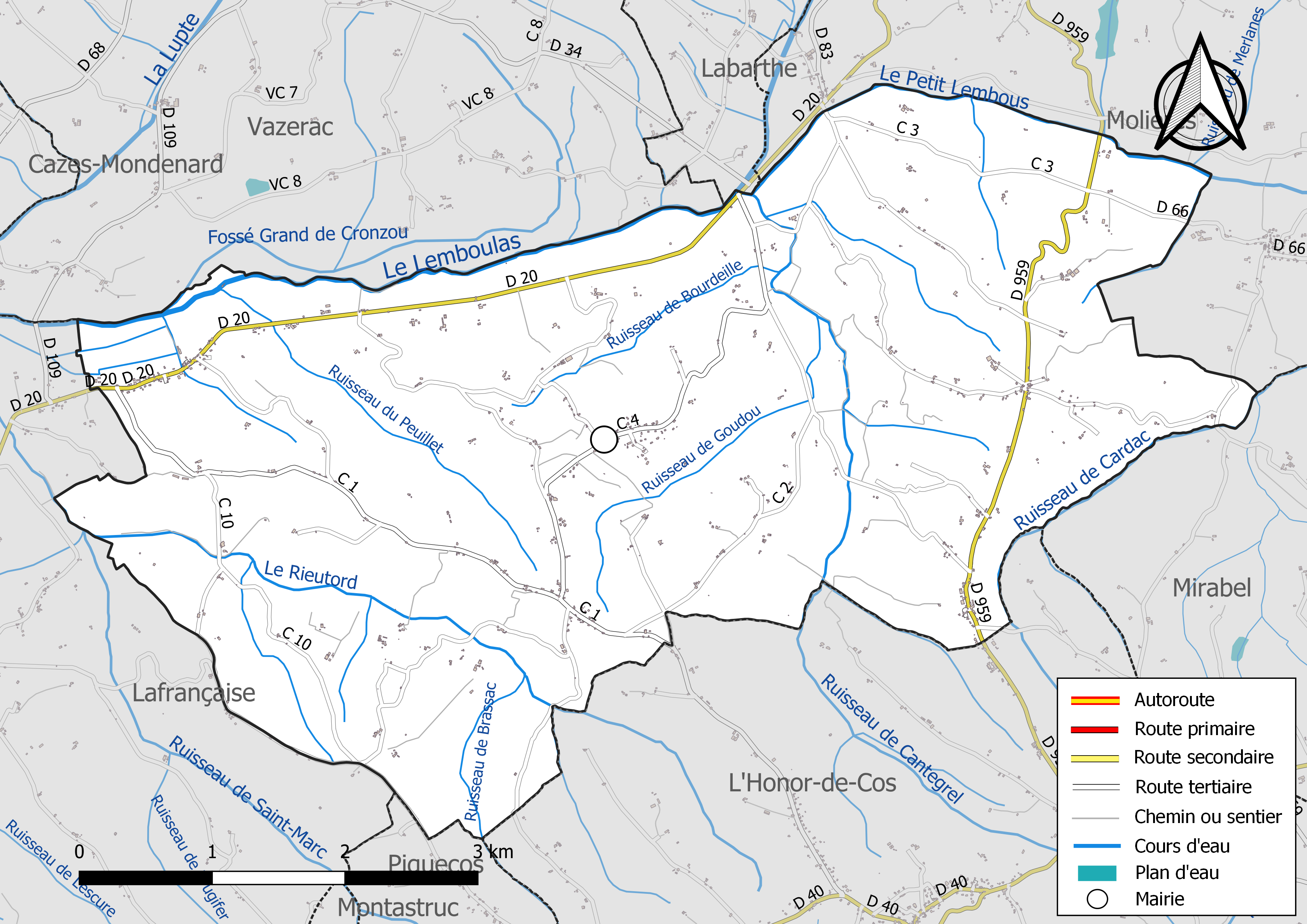
Réseaux hydrographique et routier de Puycornet.

La commune est dans le bassin versant de la Garonne, au sein du bassin hydrographique Adour-Garonne. Elle est drainée par le Lemboulas, le Petit Lembous, le Rieutord, le ruisseau de Cantegrel, le ruisseau de Cardac, le ruisseau de Bourdeille, le ruisseau de Brassac, le ruisseau de Goudou, le ruisseau de Merlanes, le ruisseau du Peuillet et par divers petits cours d'eau, constituant un réseau hydrographique de 37 km de longueur totale,.
Le Lemboulas, d'une longueur totale de 56,7 km, prend sa source dans la commune de Lalbenque et s'écoule du nord-est au sud-ouest. Il traverse la commune et se jette dans le Tarn à Castelsarrasin, après avoir traversé 15 communes.
Le Petit Lembous, d'une longueur totale de 19,9 km, prend sa source dans la commune de Montpezat-de-Quercy et s'écoule du nord-est au sud-ouest. Il se jette dans le Lemboulas sur le territoire communal, après avoir traversé 8 communes.

### Climat
Pour des articles plus généraux, voir Climat de l'Occitanie et Climat de Tarn-et-Garonne.
En 2010, le climat de la commune est de type climat du Bassin du Sud-Ouest, selon une étude du Centre national de la recherche scientifique s'appuyant sur une série de données couvrant la période 1971-2000. En 2020, Météo-France publie une typologie des climats de la France métropolitaine dans laquelle la commune est exposée à un climat océanique altéré et est dans la région climatique Aquitaine, Gascogne, caractérisée par une pluviométrie abondante au printemps, modérée en automne, un faible ensoleillement au printemps, un été chaud (19,5 °C), des vents faibles, des brouillards fréquents en automne et en hiver et des orages fréquents en été (15 à 20 jours).
Pour la période 1971-2000, la température annuelle moyenne est de 12,7 °C, avec une amplitude thermique annuelle de 15,5 °C. Le cumul annuel moyen de précipitations est de 779 mm, avec 10 jours de précipitations en janvier et 6 jours en juillet. Pour la période 1991-2020, la température moyenne annuelle observée sur la station météorologique de Météo-France la plus proche, « Saint-Vincent », sur la commune de Saint-Vincent-d'Autéjac à 12 km à vol d'oiseau, est de 13,9 °C et le cumul annuel moyen de précipitations est de 771,1 mm. 
La température maximale relevée sur cette station est de 41,5 °C, atteinte le 23 août 2023 ; la température minimale est de −13 °C, atteinte le 9 février 2012,,.
Les paramètres climatiques de la commune ont été estimés pour le milieu du siècle (2041-2070) selon différents scénarios d'émission de gaz à effet de serre à partir des nouvelles projections climatiques de référence DRIAS-2020. Ils sont consultables sur un site dédié publié par Météo-France en novembre 2022.

### Milieux naturels et biodiversité
Aucun espace naturel présentant un intérêt patrimonial n'est recensé sur la commune dans l'inventaire national du patrimoine naturel,,.

## Urbanisme

### Typologie
Au 1er janvier 2024, Puycornet est catégorisée commune rurale à habitat très dispersé, selon la nouvelle grille communale de densité à sept niveaux définie par l'Insee en 2022.
Elle est située hors unité urbaine. Par ailleurs la commune fait partie de l'aire d'attraction de Montauban, dont elle est une commune de la couronne,. Cette aire, qui regroupe 50 communes, est catégorisée dans les aires de 50 000 à moins de 200 000 habitants,.

### Occupation des sols
L'occupation des sols de la commune, telle qu'elle ressort de la base de données européenne d’occupation biophysique des sols Corine Land Cover (CLC), est marquée par l'importance des territoires agricoles (81,1 % en 2018), une proportion identique à celle de 1990 (81,1 %). La répartition détaillée en 2018 est la suivante :
zones agricoles hétérogènes (60 %), forêts (18,9 %), terres arables (16,6 %), cultures permanentes (4,2 %), prairies (0,3 %). L'évolution de l’occupation des sols de la commune et de ses infrastructures peut être observée sur les différentes représentations cartographiques du territoire : la carte de Cassini (XVIIIe siècle), la carte d'état-major (1820-1866) et les cartes ou photos aériennes de l'IGN pour la période actuelle (1950 à aujourd'hui).

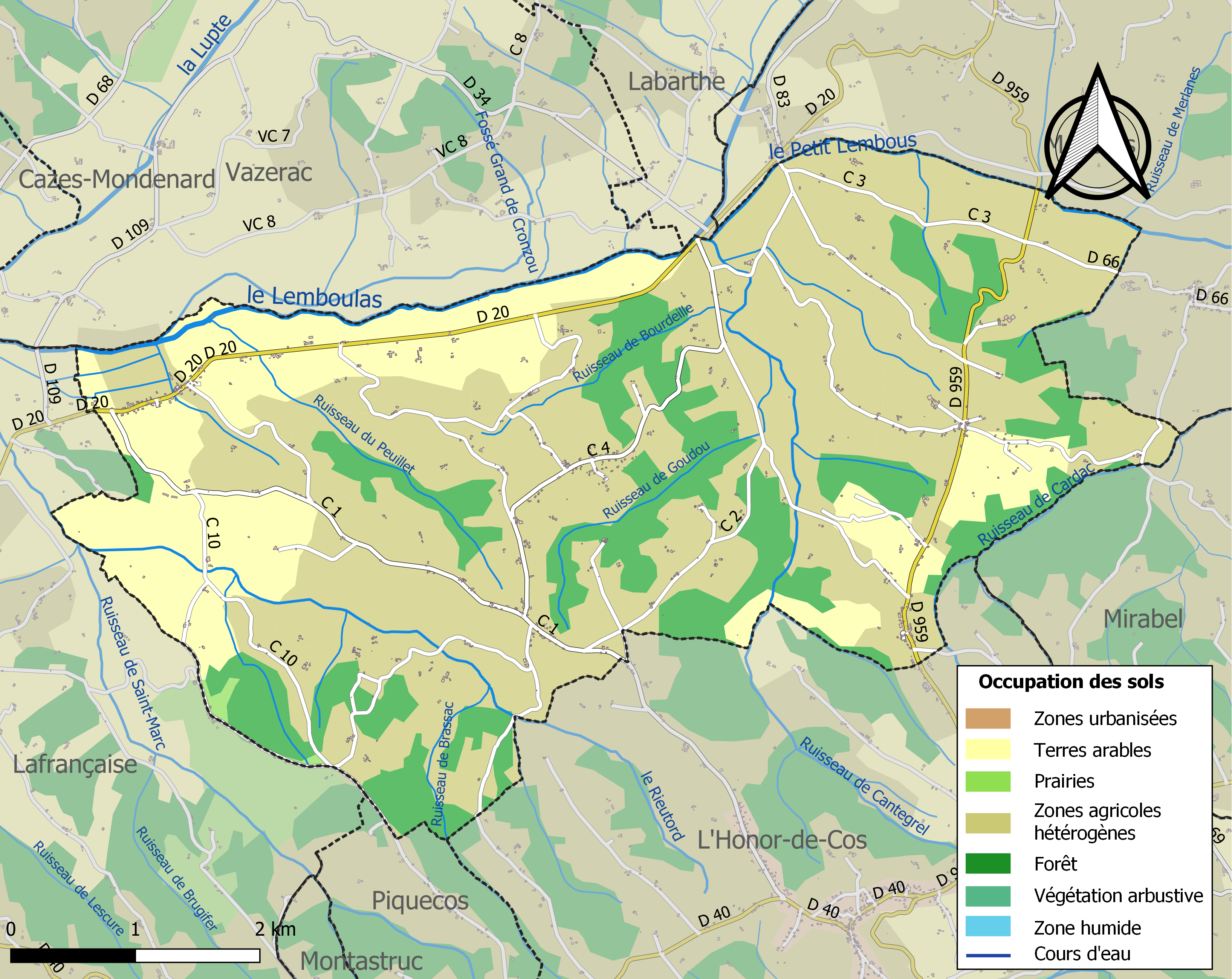
Carte des infrastructures et de l'occupation des sols de la commune en 2018 (CLC).

### Risques majeurs
Le territoire de la commune de Puycornet est vulnérable à différents aléas naturels : météorologiques (tempête, orage, neige, grand froid, canicule ou sécheresse), inondations, mouvements de terrains et séisme (sismicité très faible). Il est également exposé à un risque technologique, le transport de matières dangereuses. Un site publié par le BRGM permet d'évaluer simplement et rapidement les risques d'un bien localisé soit par son adresse soit par le numéro de sa parcelle.

#### Risques naturels
Certaines parties du territoire communal sont susceptibles d’être affectées par le risque d’inondation par débordement de cours d'eau, notamment le Lemboulas et le Petit Lembous. La cartographie des zones inondables en ex-Midi-Pyrénées réalisée dans le cadre du XIe Contrat de plan État-région, visant à informer les citoyens et les décideurs sur le risque d’inondation, est accessible sur le site de la DREAL Occitanie. La commune a été reconnue en état de catastrophe naturelle au titre des dommages causés par les inondations et coulées de boue survenues en 1982, 1993, 1996, 1999, 2007 et 2015,.
Puycornet est exposée au risque de feu de forêt. Le département de Tarn-et-Garonne présentant toutefois globalement un niveau d’aléa moyen à faible très localisé, aucun Plan départemental de protection des forêts contre les risques d’incendie de forêt (PFCIF) n'a été élaboré. Le débroussaillement aux abords des maisons constitue l’une des meilleures protections pour les particuliers contre le feu,.

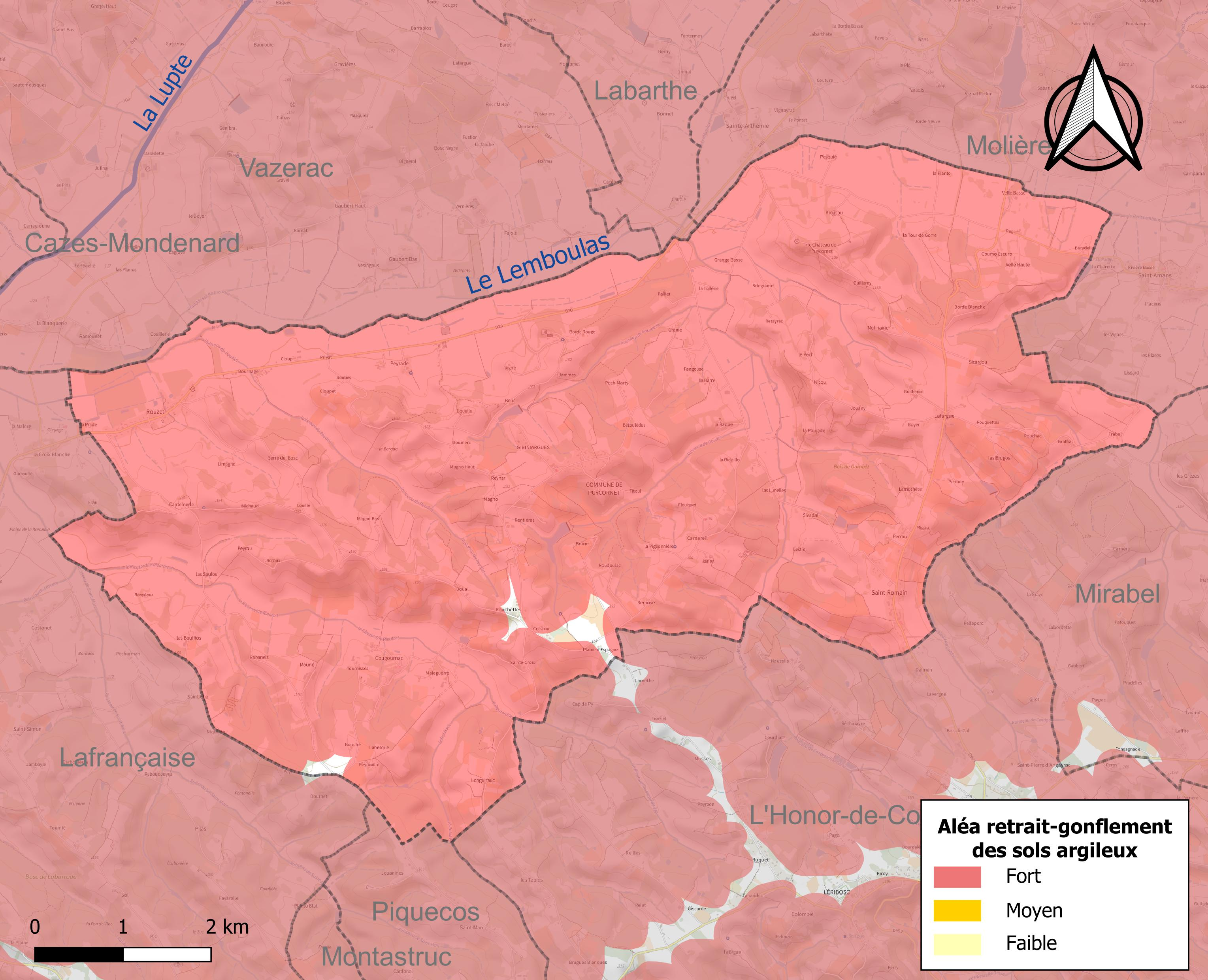
Carte des zones d'aléa retrait-gonflement des sols argileux de Puycornet.

Les mouvements de terrains susceptibles de se produire sur la commune sont des tassements différentiels.
Le retrait-gonflement des sols argileux est susceptible d'engendrer des dommages importants aux bâtiments en cas d’alternance de périodes de sécheresse et de pluie. 99,3 % de la superficie communale est en aléa moyen ou fort (92 % au niveau départemental et 48,5 % au niveau national). Sur les 315 bâtiments dénombrés sur la commune en 2019, 308 sont en aléa moyen ou fort, soit 98 %, à comparer aux 96 % au niveau départemental et 54 % au niveau national. Une cartographie de l'exposition du territoire national au retrait gonflement des sols argileux est disponible sur le site du BRGM,.
Par ailleurs, afin de mieux appréhender le risque d’affaissement de terrain, l'inventaire national des cavités souterraines permet de localiser celles situées sur la commune.
Concernant les mouvements de terrains, la commune a été reconnue en état de catastrophe naturelle au titre des dommages causés par la sécheresse en 1989, 1992, 1995, 1999, 2003, 2008, 2011 et 2017 et par des mouvements de terrain en 1999.

#### Risques technologiques
Le risque de transport de matières dangereuses sur la commune est lié à sa traversée par des infrastructures routières ou ferroviaires importantes ou la présence d'une canalisation de transport d'hydrocarbures. Un accident se produisant sur de telles infrastructures est susceptible d’avoir des effets graves sur les biens, les personnes ou l'environnement, selon la nature du matériau transporté. Des dispositions d’urbanisme peuvent être préconisées en conséquence.

## Politique et administration

### Administration municipale
Le nombre d'habitants au dernier recensement étant compris entre 500 et 1 499, le nombre de membres du conseil municipal est de 15.

### Liste des maires
| Période                                  | Période                       | Identité                                | Étiquette | Qualité |
| ---------------------------------------- | ----------------------------- | --------------------------------------- | --------- | ------- |
| Les données manquantes sont à compléter. |                               |                                         |           |         |
| 1790                                     | 1793                          | Marc-Antoine Martin                     |           |         |
| 1793                                     | 1795                          | Jacques Bouche                          |           |         |
| 1795                                     | 1800                          | Jean Negre                              |           |         |
| 1800                                     | 1815                          | Marc-Antoine Martin                     |           |         |
| 1815                                     | 1830                          | Jean-Jacques de Boissy                  |           |         |
| 1830                                     | 1837                          | Antoine Roudil                          |           |         |
| 1837                                     | 1840                          | Jean Pecharman                          |           |         |
| 1840                                     | 1847                          | Jean Neveu Negre                        |           |         |
| 1847                                     | 1848                          | Antoine Bernard Fénelon Mayniel-Lestiol |           |         |
| 1848                                     | 1848                          | Louis Constans                          |           |         |
| 1848                                     | 1852                          | Raymond Fraissinet                      |           |         |
| 1852                                     | 1855                          | Antoine Bernard Fénelon Mayniel-Lestiol |           |         |
| 1855                                     | 1856                          | Raymond Fraissinet                      |           |         |
| 1856                                     | 1870                          | Jean Roudil                             |           |         |
| 1870                                     | 1871                          | Louis Constans                          |           |         |
| 1871                                     | 1888                          | Jean Roudil                             |           |         |
| 1888                                     | 1889                          | Justin Pecharman                        |           |         |
| 1889                                     | 1889                          | Pierre Lacoste                          |           |         |
| 1889                                     | 1912                          | Joseph Marie Victor Roudil              |           |         |
| 1912                                     | 1940                          | Henri Lacam                             |           |         |
| 1940                                     | 1942                          | François Pomies                         |           |         |
| 1942                                     | 1967                          | Julien Delpech                          |           |         |
| 1967                                     | 1989                          | Camille Delpech                         |           |         |
| 1989                                     | 2001                          | Roger Crocy                             |           |         |
| mars 2001                                | En cours (au 16 juillet 2014) | Jean-Michel Prayssac                    | SE        |         |

## Démographie
Les habitants de la commune sont appelés les Puycornéens.
| 1793  | 1800  | 1806  | 1821  | 1831  | 1836  | 1841  | 1846  | 1851  |
| ----- | ----- | ----- | ----- | ----- | ----- | ----- | ----- | ----- |
| 1 316 | 1 311 | 1 220 | 1 296 | 1 273 | 1 309 | 1 272 | 1 275 | 1 196 |

| 1856  | 1861  | 1866  | 1872  | 1876  | 1881  | 1886 | 1891 | 1896 |
| ----- | ----- | ----- | ----- | ----- | ----- | ---- | ---- | ---- |
| 1 193 | 1 126 | 1 128 | 1 118 | 1 094 | 1 019 | 998  | 946  | 939  |

| 1901 | 1906 | 1911 | 1921 | 1926 | 1931 | 1936 | 1946 | 1954 |
| ---- | ---- | ---- | ---- | ---- | ---- | ---- | ---- | ---- |
| 863  | 828  | 787  | 757  | 754  | 712  | 765  | 728  | 707  |

| 1962 | 1968 | 1975 | 1982 | 1990 | 1999 | 2006 | 2008 | 2013 |
| ---- | ---- | ---- | ---- | ---- | ---- | ---- | ---- | ---- |
| 655  | 680  | 551  | 554  | 544  | 518  | 608  | 634  | 706  |

| 2018 | 2022 | - | - | - | - | - | - | - |
| ---- | ---- | - | - | - | - | - | - | - |
| 733  | 772  | - | - | - | - | - | - | - |

## Économie

### Revenus
En 2018, la commune compte 277 ménages fiscaux, regroupant 701 personnes. La médiane du revenu disponible par unité de consommation est de 21 310 € (20 140 € dans le département).

### Emploi
|                | 2008  | 2013   | 2018   |
| -------------- | ----- | ------ | ------ |
| Commune        | 5,8 % | 8,5 %  | 5,7 %  |
| Département    | 8,4 % | 10,2 % | 10,3 % |
| France entière | 8,3 % | 10 %   | 10 %   |

En 2018, la population âgée de 15 à 64 ans s'élève à 435 personnes, parmi lesquelles on compte 79,1 % d'actifs (73,3 % ayant un emploi et 5,7 % de chômeurs) et 20,9 % d'inactifs,. Depuis 2008, le taux de chômage communal (au sens du recensement) des 15-64 ans est inférieur à celui de la France et du département.
La commune fait partie de la couronne de l'aire d'attraction de Montauban, du fait qu'au moins 15 % des actifs travaillent dans le pôle,. Elle compte 104 emplois en 2018, contre 118 en 2013 et 103 en 2008. Le nombre d'actifs ayant un emploi résidant dans la commune est de 326, soit un indicateur de concentration d'emploi de 31,8 % et un taux d'activité parmi les 15 ans ou plus de 60,6 %.
Sur ces 326 actifs de 15 ans ou plus ayant un emploi, 68 travaillent dans la commune, soit 21 % des habitants. Pour se rendre au travail, 85,9 % des habitants utilisent un véhicule personnel ou de fonction à quatre roues, 1,5 % les transports en commun, 3,3 % s'y rendent en deux-roues, à vélo ou à pied et 9,2 % n'ont pas besoin de transport (travail au domicile).

### Activités hors agriculture

#### Secteurs d'activités
32 établissements sont implantés à Puycornet au 31 décembre 2019. Le tableau ci-dessous en détaille le nombre par secteur d'activité et compare les ratios avec ceux du département,.
| Secteur d'activité                                                                                        | Commune | Commune | Département |
| Secteur d'activité                                                                                        | Nombre  | %       | %           |
| --- | ------- | ------- | ----------- |
| Ensemble                                                                                                  | 32      |         |             |
| Industrie manufacturière, industries extractives et autres                                                | 3       | 9,4 %   | (9,6 %)     |
| Construction                                                                                              | 9       | 28,1 %  | (14,9 %)    |
| Commerce de gros et de détail, transports, hébergement et restauration                                    | 8       | 25 %    | (29,7 %)    |
| Information et communication                                                                              | 1       | 3,1 %   | (1,9 %)     |
| Activités financières et d'assurance                                                                      | 1       | 3,1 %   | (3,4 %)     |
| Activités spécialisées, scientifiques et techniques et activités de services administratifs et de soutien | 2       | 6,3 %   | (14,1 %)    |
| Administration publique, enseignement, santé humaine et action sociale                                    | 5       | 15,6 %  | (13,6 %)    |
| Autres activités de services                                                                              | 3       | 9,4 %   | (9,3 %)     |

Le secteur de la construction est prépondérant sur la commune puisqu'il représente 28,1 % du nombre total d'établissements de la commune (9 sur les 32 entreprises implantées à Puycornet), contre 14,9 % au niveau départemental.

#### Entreprises et commerces
Les trois entreprises ayant leur siège social sur le territoire communal qui génèrent le plus de chiffre d'affaires en 2020 sont :
- SARL Laflorentie, commerce de gros (commerce interentreprises) de fruits et légumes (1 773 k€)
- SMM, travaux de maçonnerie générale et gros œuvre de bâtiment (181 k€)
- JBM Mecanique, réparation de machines et équipements mécaniques (76 k€)

### Agriculture
La commune est dans le « Bas-Quercy de Montpezat », une petite région agricole couvrant une bande nord du département de Tarn-et-Garonne. En 2020, l'orientation technico-économique de l'agriculture  sur la commune est la polyculture et/ou le polyélevage.
|               | 1988  | 2000  | 2010  | 2020  |
| ------------- | ----- | ----- | ----- | ----- |
| Exploitations | 86    | 70    | 52    | 51    |
| SAU (ha)      | 1 956 | 1 846 | 1 629 | 1 487 |

Le nombre d'exploitations agricoles en activité et ayant leur siège dans la commune est passé de 86 lors du recensement agricole de 1988  à 70 en 2000 puis à 52 en 2010 et enfin à 51 en 2020, soit une baisse de 41 % en 32 ans. Le même mouvement est observé à l'échelle du département qui a perdu pendant cette période 57 % de ses exploitations,. La surface agricole utilisée sur la commune a également diminué, passant de 1 956 ha en 1988 à 1 487 ha en 2020. Parallèlement la surface agricole utilisée moyenne par exploitation a augmenté, passant de 23 à 29 ha.

## Culture locale et patrimoine

### Lieux et monuments
- Église Saint-Étienne de Cougournac.
- Église Notre-Dame-de-l'Assomption de Gibiniargues.
- Église Saint-Romain de Saint-Romain.
- Église Saint-Saturnin de Camareil.
- La grange basse : située à proximité de Sainte-Arthémie, cette maison a fait sa réputation grâce à son toit original.
- La place du souvenir (place Jean-Bayrou) située face à la mairie.
- La croix occitane végétalisée (la seule dans le département) située face à la mairie.
- Le château de Lisle en Quercy (privé) construit au XIIIe siècle domine la vallée du Lemboulas.
- Les paysages de coteaux qui font le charme du Quercy.

#### Ancien pont dit romain
Les vestiges d'un ancien pont dit romain près de Sainte-Arthémie, à la limite avec Molières : du Moyen Âge jusqu'au milieu du XVIIIe siècle, le pont du Vert ou pont d'Albert est de première importance. Il est situé sur le tracé de l'ancienne route royale de Paris à Toulouse qui venant de Cahors, passe par Castelnau-Montratier, Molières et Montauban. Il s'agit d'une voie de circulation importante de direction nord-sud franchissant le Petit Lembous, entre Saint-Amans et Sainte-Arthémie. Le pont du Vert perd de son importance au milieu du XVIIIe siècle, lorsque la nouvelle route royale construite sur le tracé de l'actuelle route départementale no 820 fait passer par Caussade l'essentiel du trafic. Ce pont a bénéficié d'une étude historique et archéologique entre 1999 et 2001 qui a permis de mieux connaître l'édifice et de le dater plus précisément. Contrairement à la tradition orale, aucune information fiable ne permet d'attribuer la construction de ce pont aux Romains, même si une occupation humaine est attestée durant l'Antiquité à Sainte-Arthémie. En effet, au centre du pont, l'arche la plus ancienne est construite entre 1160 et 1220 (datation au carbone 14). Il n'en reste que les vestiges en partie sous l'eau, car le niveau d'étiage du Petit Lembous est, à cette époque, de deux à trois mètres plus bas. Le premier pont maçonné en brique n'est donc pas contemporain de la création de la bastide de Molières par Alphonse de Poitiers au milieu du XIIIe siècle mais sa présence près de cent ans avant la fondation de la bastide montre déjà l'importance de cette voie et la richesse de cette partie du Bas-Quercy. L'étude a révélé trois états de construction, un premier de la fin du XIIe siècle, un deuxième (non daté) correspondant à un exhaussement du niveau du pont ancien au-dessus du lit du ruisseau et un troisième, probablement du XVIIe siècle, mieux connu et mieux conservé, même s'il a subi plusieurs modifications. Le nouveau pont reconstruit au XVIIe siècle (?) par-dessus le précédent comporte cinq arches et quatre piles avec un tablier d'une largeur de plus de 7 m. Il s'agit d'une reconstruction ambitieuse et techniquement complexe qui a comporté, à l'époque, quelques erreurs de construction. Le pont du Vert a également souffert des violentes crues du Petit Lembous. Ainsi, au milieu du XIXe siècle, sa largeur est ramenée à moins de 5 m. Ce passage est définitivement abandonné en 1879 lorsque le tracé de la route départementale no 959 de Montauban à Molières est modifié et qu'un nouveau pont est construit 400 m en amont (commune de Castelnau-Montratier). Enfin, en 1993, une crue spectaculaire du Petit Lembous emporte l'arche la plus septentrionale. Le pont du Vert ne comporte plus que trois arches de largeur réduite et la circulation n'y est plus possible. L'édifice et ses abords, ainsi que le chemin d'accès (vestige de l'ancienne route royale) sont envahis par la végétation et quelque peu oubliés.

### Personnalités liées à la commune
- Famille de Roquefeuil Blanquefort.
- Famille Drouin.

## Pour approfondir